# Gourgueyre
La Gourgueyre est un ruisseau français qui coule dans les départements du Cantal  et de la Haute-Loire, en région Auvergne-Rhône-Alpes. C'est un affluent de la Desges  en rive gauche, donc un sous-affluent de l'Allier et de la Loire par l'Allier.

## Géographie
La longueur de son cours d'eau est de 16,3 kilomètres.
La Gourgueyre prend sa source dans la partie orientale du massif de la Margeride, au pied de la Serre de la Fage (1 394 mètres), sur la commune de Clavières, non loin du mont Mouchet. Elle s’oriente au nord jusqu’au village de Chanteloube où elle prend la direction est. Elle s’enfonce alors dans des gorges, passe en dessous des Bois Noirs et rejoint la Desges en rive droite au village du même nom.

## Communes traversées
La Gourgueyre longe ou traverse les communes suivantes :
- Clavières (15), Auvers (43), Pinols (43), Desges (43)

## Affluents
- ruisseau de la Becade
- ruisseau de l'Anglade
- ruisseau du Crepoux
- ruisseau du Boussillon
- ruisseau de Chanteloube
- ruisseau de la Fajole
- ruisseau de Murat
- ruisseau Riou Cros
- ruisseau de la Fage